# Civenna
Civenna (lombardisch: Scivena) ist eine Fraktion der italienischen Gemeinde (comune) Bellagio in der Provinz Como, Region Lombardei.

## Geographie
Civenna liegt etwa 19,5 Kilometer nordöstlich von Como in der Beuge des Comer Sees und grenzt unmittelbar an die Provinz Lecco. Der Ort liegt auf einer Höhe von 627 m s.l.m. zu Füßen des Monte San Primo (1686 m).

## Geschichte
Die Gemeinde Civenna schloss sich am 21. Januar 2014 mit Bellagio zusammen. Die neu gebildete Gemeinde behielt den Namen Bellagio. Nachbargemeinden von Civenna von waren Bellagio, Magreglio war Oliveto Lario (LC). Civenna hatte am 31. Dezember 2013 auf einer Fläche von 5,2 km² 741 Einwohner.

## Persönlichkeiten
- Arturo Merzario (* 1943), Automobilrennfahrer und Teambesitzer